# Filarum
Filarum es un género monotípico de plantas con flores perteneciente a la familia Araceae. Su única especie: Filorum manserichense Nicolson es originaria del norte de Perú.
Se encuentra cada vez más en la región amazónica del Perú.  Las flores masculinas de Filarum son las únicas que  tienen pelos en ellas.

## Taxonomía
Filorum manserichense fue descrita por Dan Henry Nicolson y publicado en Brittonia 18(4): 349, f. 1–5. 1966[1967].